# Athetis hyperaeschra
Athetis hyperaeschra là một loài bướm đêm trong họ Noctuidae.